# Guaygata mayaensis
Guaygata mayaensis är en stekelart som beskrevs av Sergey A. Belokobylskij och Maeto 2006. Guaygata mayaensis ingår i släktet Guaygata och familjen bracksteklar. Inga underarter finns listade i Catalogue of Life.